# Sławomir Załeński
Sławomir Załeński (ur. 13 kwietnia 1972) – polski gitarzysta, kompozytor i lider zespołu muzycznego Manchester.
W 2005 roku z zespołem Toronto, którego był założycielem, wydał swój pierwszy, debiutancki album. Od 2006 lider i gitarzysta zespołu Manchester. Pracuje w VIII Liceum Ogólnokształcącym w Toruniu jako nauczyciel języka angielskiego.